# Кроснова
Кроснова (пол. Krosnowa) — село в Польщі, у гміні Слупія Скерневицького повіту Лодзинського воєводства.
Населення — 297 осіб (2011).
У 1975-1998 роках село належало до Скерневицького воєводства.

## Демографія
Демографічна структура станом на 31 березня 2011 року:
|          | Загалом | Допрацездатний вік | Працездатний вік | Постпрацездатний вік |
| -------- | ------- | ------------------ | ---------------- | -------------------- |
| Чоловіки | 145     | 28                 | 96               | 21                   |
| Жінки    | 152     | 20                 | 84               | 48                   |
| Разом    | 297     | 48                 | 180              | 69                   |